# John Reynolds (Politiker, 1788)

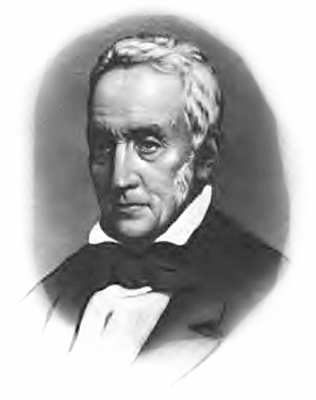
John Reynolds

John Reynolds (* 26. Februar 1788 im Montgomery County, Pennsylvania; † 8. Mai 1865 in Belleville, Illinois) war ein US-amerikanischer Jurist und Politiker und von 1830 bis 1834 der vierte Gouverneur von Illinois. Außerdem vertrat er diesen Bundesstaat im US-Repräsentantenhaus.

## Frühe Jahre und politischer Aufstieg
Reynolds’ Familie zog schon bald nach seiner Geburt nach Tennessee und dann im Jahr 1800 nach Kaskaskia im heutigen Illinois. Der junge John besuchte die Reverend Isaac Anderson Academy in Knoxville. Danach studierte er Jura. Nach seiner Zulassung als Rechtsanwalt eröffnete er in Cahokia (Illinois) eine Kanzlei. Während des Britisch-Amerikanischen Krieges von 1812 diente er zwei Jahre lang als Indianerscout, was ihm den Spitznamen „Old Ranger“ einbrachte. Im Jahr 1818 wurde er als Richter an den Supreme Court of Illinois berufen, wo er die nächsten sechs Jahre verblieb. 1823 bewarb er sich erfolglos um einen Sitz im US-Senat. Vier Jahre später wurde er in das Repräsentantenhaus von Illinois gewählt. Dort verblieb er bis 1829. Im Jahr 1830 gewann er die Wahl zum Gouverneur von Illinois mit 58,9 Prozent der Stimmen gegen Vizegouverneur William Kinney.

## Gouverneur von Illinois
Reynolds’ fast vierjährige Amtszeit begann am 6. Dezember 1830. Sie wurde vom Black-Hawk-Krieg überschattet. In diesem Krieg stellte er sich persönlich an die Spitze der Miliz. Er wurde von Präsident Andrew Jackson mit allen Vollmachten ausgestattet, einschließlich des Rechts, Sonderverträge mit den Indianern abzuschließen. Dabei ging es um folgendes: Die Indianer unter ihrem Häuptling Black Hawk weigerten sich, ihr Land zu verlassen. Die offizielle Politik unter Präsident Jackson verfolgte das Ziel, die Indianer östlich des Mississippi in Gebiete westlich dieses Flusses umzusiedeln. Dazu wurde der Indian Removal Act erlassen. In Illinois mussten die Indianer auch nachgeben und das umstrittene Land gegen eine Abfindung an Illinois abtreten. Weitere Ereignisse in Reynolds’ Amtszeit waren die Gründung der Stadt Chicago im Jahr 1833, die Fertigstellung der Strafanstalt in Alton und erste Vertragsabschlüsse mit Eisenbahngesellschaften mit dem Ziel, den Staat langfristig mit der Eisenbahn zu erschließen. Außerdem wurde mit dem Jacksonville Female Seminary die erste höhere Schule für Mädchen eingerichtet. Nachdem Reynolds 1834 in das US-Repräsentantenhaus gewählt worden war, trat er am 17. November (zwei Wochen vor Ablauf seiner Amtszeit) als Gouverneur zurück.

## Weiterer Lebenslauf
Zwischen 1834 und 1837 war er Kongressabgeordneter der Demokratischen Partei in Washington. Er verfehlte die Wiederwahl im Jahr 1836, schaffte aber zwischen 1839 und 1843 noch einmal den Sprung in den Kongress. Zwischen seinen beiden Kongresszeiten gehörte er zu einer Gruppe von Personen, die die erste Eisenbahn im Mississippi Tal baute. Dabei handelte es sich um eine etwa sechs Meilen lange Strecke von einer Kohlenzeche zum Ufer des Mississippi auf der anderen Seite von St. Louis (Missouri). Die Bahn wurde damals noch von Pferden gezogen, es war aber ein weiterer Schritt in das Eisenbahnzeitalter. In den Jahren 1846 und 1852 wurde Reynolds erneut für jeweils eine Amtszeit in das Repräsentantenhaus von Illinois gewählt. 1852 war er als Nachfolger von Sidney Breese dessen Präsident (Speaker). Im Jahr 1860 war Reynolds Delegierter zur Democratic National Convention in Charleston (South Carolina). Dort unterstützte er John C. Breckinridge in dessen vergeblichem Kampf um die US-Präsidentschaft, die damals Abraham Lincoln gewann. John Reynolds starb im Mai 1865, etwa einen Monat nach dem Ende des Bürgerkrieges.